# Slavcho Chervenkov
Slavcho Chervenkov est un lutteur bulgare spécialiste de la lutte libre né le 18 septembre 1955.

## Biographie
Slavcho Chervenkov participe aux Jeux olympiques d'été de 1980 à Moscou dans la catégorie des poids lourds et remporte la médaille d'argent. Il remporte également une médaille d'argent lors des Championnats du monde de 1982 et une médaille d'argent lors des Championnats d'Europe de 1979.